# Liotyphlops argaleus
Espèce
Statut de conservation UICN

 LC  : Préoccupation mineure
Liotyphlops argaleus est une espèce de serpents de la famille des Anomalepididae. 

## Répartition
Cette espèce est endémique du département du Cundinamarca en Colombie. 

## Publication originale
- Dixon & Kofron, 1984 : The Central and South American anomalepid snakes of the genus Liotyphlops. Amphibia-Reptilia, vol. 4, n. 2/4, p. 241-264.